# Parrocchie della diocesi di Faenza-Modigliana
Le parrocchie della diocesi di Faenza-Modigliana sono 88. Il loro territorio si estende su due regioni, Emilia-Romagna e Toscana, e su tre province, quelle di Ravenna, di Forlì-Cesena e di Firenze; i comuni interessati sono diciassette (da nord verso sud, Alfonsine, Ravenna, Fusignano, Sant'Agata sul Santerno, Bagnacavallo, Lugo, Russi, Cotignola, Solarolo, Faenza, Castel Bolognese, Brisighella, Riolo Terme, Modigliana, Casola Valsenio, Marradi, Tredozio).
Per ragioni storiche, le due parrocchie di Sant'Agata sul Santerno e Villa San Martino non hanno continuità territoriale con il resto della diocesi: si tratta di due paesi che si trovano all'interno del territorio della diocesi di Imola, pur facendo parte della diocesi di Faenza.
Alla diocesi di Faenza-Modigliana sono affidate in cura pastorale 2 parrocchie appartenenti a diocesi confinanti: Pezzolo della diocesi di Forlì-Bertinoro; Casaglia dell'arcidiocesi di Firenze. Tre parrocchie faentine sono invece affidate alla diocesi di Imola: Madonna della Pace, Tebano e Biancanigo (facenti parte dell'unità pastorale di Castel Bolognese).
A livello ecclesiale, tutte le parrocchie della diocesi sono raggruppate in 18 unità pastorali, le quali a loro volta formano 5 vicariati. Il presente elenco è strutturato per vicariati e unità pastorali. I dati sono aggiornati al 7 marzo 2008.

## Vicariato forese nord

### Unità pastorale "Delle Alfonsine"
| Parrocchia                    | Patrono             | Comune    | Frazione/Quartiere | Popolazione | Web |
| ----------------------------- | ------------------- | --------- | ------------------ | ----------- | --- |
| S. Maria in Alfonsine         | Santa Maria         | Alfonsine | centro             | 4000        |     |
| S. Cuore di Gesù in Alfonsine | Sacro Cuore di Gesù | Alfonsine | centro             | 1500        |     |
| S. Giuseppe in Fiumazzo       | San Giuseppe        | Alfonsine | Fiumazzo           | 1000        |     |
| S. Lorenzo al Taglio Corelli  | San Lorenzo Martire | Alfonsine | Taglio Corelli     | 417         |     |
| Madonna del Bosco             | Santa Maria         | Alfonsine | Madonna del Bosco  | 500         |     |
| S. Maria in Rossetta          | Santa Maria         | Fusignano | Rossetta           | 560         |     |

### Unità pastorale "Fusignano"
| Parrocchia                        | Patrono                  | Comune       | Frazione/Quartiere | Popolazione | Web |
| --------------------------------- | ------------------------ | ------------ | ------------------ | ----------- | --- |
| S. Giovanni Battista in Fusignano | San Giovanni Battista    | Fusignano    | centro             | 6082        |     |
| S. Maria del Pilaro in Maiano     | Nostra Signora del Pilar | Fusignano    | Maiano Monti       | 730         |     |
| S. Savino in Fusignano            | San Savino di Spoleto    | Fusignano    | S. Savino          | 885         |     |
| S. Antonio Abate in Masiera       | Antonio abate            | Bagnacavallo | Masiera            | 1100        |     |
| S. Maria Assunta in Bizzuno       | Assunzione di Maria      | Lugo         | Bizzuno            | 1130        |     |

### Unità pastorale "Bagnacavallo"
| Parrocchia                                                | Patrono               | Comune       | Frazione/Quartiere | Popolazione | Web |
| --------------------------------------------------------- | --------------------- | ------------ | ------------------ | ----------- | --- |
| S. Michele Arcangelo e S. Pietro Apostolo in Bagnacavallo | Arcangelo Michele     | Bagnacavallo | centro             | 8560        |     |
| S. Maria in Boncellino                                    | Maria (madre di Gesù) | Bagnacavallo | Boncellino         | 500         |     |
| S. Maria Assunta in Traversara                            | Assunzione di Maria   | Bagnacavallo | Traversara         | 1100        |     |
| S. Apollinare in Villanova di Bagnacavallo                | Apollinare di Ravenna | Bagnacavallo | Villanova          | 2386        |     |
| S. Francesco d'Assisi alle Glorie                         | Francesco d'Assisi    | Bagnacavallo | Glorie             | 1352        |     |
| S. Giuseppe in Villa Prati                                | San Giuseppe          | Bagnacavallo | Villa Prati        | 610         |     |
| S. Potito                                                 | San Potito            | Lugo         | S. Potito          | 800         |     |

### Unità pastorale "Sant’Agata"
| Parrocchia                      | Patrono              | Comune                  | Frazione/Quartiere | Popolazione | Web |
| ------------------------------- | -------------------- | ----------------------- | ------------------ | ----------- | --- |
| S. Agata sul Santerno           | Sant'Agata           | Sant'Agata sul Santerno | centro             | 2400        |     |
| S. Martino in Villa San Martino | San Martino di Tours | Lugo                    | Villa San Martino  | 960         |     |

## Vicariato forese est

### Unità pastorale "Russi"
| Parrocchia             | Patrono               | Comune | Frazione/Quartiere | Popolazione | Web |
| ---------------------- | --------------------- | ------ | ------------------ | ----------- | --- |
| S. Apollinare in Russi | Apollinare di Ravenna | Russi  | centro             | 6138        |     |
| S. Maria in Pezzolo    | Maria (madre di Gesù) | Russi  |                    |             |     |

### Unità pastorale "Granarolo"
| Parrocchia                           | Patrono                          | Comune | Frazione/Quartiere | Popolazione | Web |
| ------------------------------------ | -------------------------------- | ------ | ------------------ | ----------- | --- |
| S. Giovanni Evangelista in Granarolo | Giovanni apostolo ed evangelista | Faenza | Granarolo          | 1750        |     |
| S. Giovanni Battista in Pieve Cesato | Giovanni Battista                | Faenza | Pieve Cesato       | 988         |     |
| S. Andrea in Panigale                | Andrea apostolo                  | Faenza | Granarolo          | 454         |     |
| S. Pietro in Vinculis di Fossolo     | Pietro apostolo                  | Faenza | Granarolo          | 330         |     |

### Unità pastorale "Reda"
| Parrocchia                  | Patrono               | Comune | Frazione/Quartiere | Popolazione | Web |
| --------------------------- | --------------------- | ------ | ------------------ | ----------- | --- |
| S. Martino in Reda          | Martino di Tours      | Faenza | Reda               | 1400        |     |
| S. Salvatore in Albereto    | Gesù                  | Faenza | Reda               | 275         |     |
| S. Barnaba                  | San Barnaba           | Faenza | Reda               | 215         |     |
| S. Giovannino               | Giovanni Battista     | Faenza | Borgo              | 260         |     |
| S. Maria in Basiago         | Maria (madre di Gesù) | Faenza | Reda               | 280         |     |
| S. Stefano in Pieve Corleto | Santo Stefano         | Faenza | Reda               | 335         |     |
| S. Maria in Prada           | Maria (madre di Gesù) | Faenza | Reda               | 475         |     |

### Unità pastorale "Cotignola"
| Parrocchia               | Patrono               | Comune    | Frazione/Quartiere | Popolazione | Web |
| ------------------------ | --------------------- | --------- | ------------------ | ----------- | --- |
| Santo Stefano            | Santo Stefano         | Cotignola | Centro             |             |     |
| San Severo in Serraglio  | Severo di Ravenna     | Cotignola | San Severo         | 311         |     |
| Santa Maria in Cassanigo | Maria (madre di Gesù) | Faenza    | Granarolo          | 345         |     |

### Unità pastorale "Solarolo"
| Parrocchia                   | Patrono             | Comune   | Frazione/Quartiere | Popolazione | Web |
| ---------------------------- | ------------------- | -------- | ------------------ | ----------- | --- |
| S. Maria Assunta in Solarolo | Assunzione di Maria | Solarolo | centro             | 3100        |     |
| S. Maria in Casanola         | S. Maria            | Solarolo | Casanola           | 266         |     |
| S. Michele in Gaiano         | Arcangelo Michele   | Solarolo | Gaiano             | 287         |     |
| S. Maria in Felisio          | S. Maria            | Solarolo | Felisio            | 290         |     |

## Vicariato di Faenza

### Unità pastorale "Faenza Centro"
| Parrocchia                           | Patrono                                     | Comune | Frazione/Quartiere | Popolazione | Web |
| ------------------------------------ | ------------------------------------------- | ------ | ------------------ | ----------- | --- |
| S. Terenzio in Cattedrale            | San Terenzio di Imola                       | Faenza | Centro Nord        | 2166        |     |
| S. Francesco d'Assisi                | Francesco d'Assisi                          | Faenza | Centro Nord        | 2927        |     |
| S. Domenico                          | Domenico di Guzmán                          | Faenza | Centro Nord        | 3200        |     |
| S. Pier Damiani in S. Maria ad Nives | Pier Damiani                                | Faenza | Centro Sud         | 1350        |     |
| SS. Agostino e Margherita            | Agostino d'Ippona e Margherita di Antiochia | Faenza | Centro Sud         | 3550        |     |

### Unità pastorale "Faenza Est"
| Parrocchia                     | Patrono                 | Comune | Frazione/Quartiere | Popolazione | Web                                                 |
| ------------------------------ | ----------------------- | ------ | ------------------ | ----------- | --------------------------------------------------- |
| S. Marco                       | Marco evangelista       | Faenza | Centro Nord        | 3300        |                                                     |
| S. Giuseppe Artigiano          | S. Giuseppe             | Faenza | Centro Nord        | 4495        | Archiviato il 13 febbraio 2009 in Internet Archive. |
| S. Margherita in Ronco         | Margherita di Antiochia | Faenza | Centro Nord        | 270         |                                                     |
| S. Martino in Formellino       | Martino di Tours        | Faenza | Centro Nord        | 540         |                                                     |
| S. Silvestro                   | Papa Silvestro I        | Faenza | Centro Nord        | 396         |                                                     |
| S. Pier Laguna                 | Pietro apostolo         | Faenza | Centro Nord        | 577         |                                                     |
| S. Maria di Mezzeno-Merlaschio | Maria (madre di Gesù)   | Faenza | Centro Nord        | 375         |                                                     |

### Unità pastorale "Faenza Nord"
| Parrocchia                       | Patrono               | Comune           | Frazione/Quartiere | Popolazione | Web |
| -------------------------------- | --------------------- | ---------------- | ------------------ | ----------- | --- |
| S. Savino                        | San Savino            | Faenza           | Centro Sud         | 3200        |     |
| S. Crocifisso in S. Cristina     | Crocifissione di Gesù | Faenza           | Centro Sud         | 8600        |     |
| S. Procolo alla Pieve Ponte      | San Procolo           | Faenza           | Centro Sud         | 426         |     |
| S. Maria della Pace              | Maria (madre di Gesù) | Castel Bolognese | Pace               | 306         |     |
| S. Pietro Apostolo in Biancanigo | Pietro apostolo       | Castel Bolognese | Biancanigo         | 1446        |     |

### Unità pastorale "Faenza Borgo"
| Parrocchia         | Patrono            | Comune | Frazione/Quartiere | Popolazione | Web |
| ------------------ | ------------------ | ------ | ------------------ | ----------- | --- |
| S. Maria Maddalena | Maria Maddalena    | Faenza | Borgo              | 5600        |     |
| S. Antonino        | Antonino di Apamea | Faenza | Borgo              | 3050        |     |

### Unità pastorale "Errano"
| Parrocchia                        | Patrono               | Comune | Frazione/Quartiere | Popolazione | Web |
| --------------------------------- | --------------------- | ------ | ------------------ | ----------- | --- |
| S. Maria del Rosario in Errano    | Maria (madre di Gesù) | Faenza | Centro Sud         | 868         |     |
| S. Apollinare in Castel Raniero   | Apollinare di Ravenna | Faenza | Centro Sud         | 134         |     |
| S. Giovanni Decollato delle Celle | Giovanni Battista     | Faenza | Centro Sud         | 751         |     |

## Vicariato forese sud

### Unità pastorale "Modigliana"
| Parrocchia                       | Patrono           | Comune     | Frazione/Quartiere | Popolazione | Web |
| -------------------------------- | ----------------- | ---------- | ------------------ | ----------- | --- |
| S. Stefano in Modigliana         | Papa Stefano I    | Modigliana | centro             | 4093        |     |
| S. Michele Arcangelo in Tredozio | Arcangelo Michele | Tredozio   | centro             | 1090        |     |
| S. Pietro in Lutirano            | Pietro apostolo   | Marradi    | Lutirano           | 141         |     |

### Unità pastorale "Marzeno"
| Parrocchia                         | Patrono                            | Comune | Frazione/Quartiere | Popolazione | Web |
| ---------------------------------- | ---------------------------------- | ------ | ------------------ | ----------- | --- |
| S. Lucia delle Spianate            | Lucia da Siracusa                  | Faenza | Borgo              | 950         |     |
| S. Maria Assunta in Marzeno        | Assunzione di Maria                | Faenza | Centro Sud         | 491         |     |
| S. Pietro in Scavignano            | Pietro apostolo                    | Faenza | Centro Sud         | 140         |     |
| S. Margherita in Rivalta           | Margherita di Antiochia            | Faenza | Centro Sud         | 763         |     |
| S. Biagio in Cosina                | Biagio di Sebaste                  | Faenza | Borgo              | 529         |     |
| SS. Apollinare e Mamante in Oriolo | Apollinare di Ravenna e San Mamete | Faenza | Borgo              | 105         |     |
| S. Maria degli Angeli in Sarna     | Assunzione di Maria                | Faenza | Centro Sud         | 474         |     |

## Vicariato forese ovest

### Unità pastorale "Marradi"
| Parrocchia                    | Patrono               | Comune      | Frazione/Quartiere    | Popolazione | Web |
| ----------------------------- | --------------------- | ----------- | --------------------- | ----------- | --- |
| S. Lorenzo in Marradi         | San Lorenzo           | Marradi     | centro                | 1550        |     |
| S. Maria Nascente in Crespino | Natività di Maria     | Marradi     | Crespino              | 90          |     |
| S. Jacopo a Cardeto           | Giacomo il Maggiore   | Marradi     | Cardeto (Biforco)     | 977         |     |
| S. Adriano                    | Adriano di Cesarea    | Marradi     | S. Adriano            | 200         |     |
| S. Maria in Popolano          | Maria (madre di Gesù) | Marradi     | Popolano              | 190         |     |
| S. Martino in Gattara         | Martino di Tours      | Brisighella | S. Martino in Gattara | 403         |     |

### Unità pastorale "Brisighella"
| Parrocchia                          | Patrono               | Comune          | Frazione/Quartiere | Popolazione | Web |
| ----------------------------------- | --------------------- | --------------- | ------------------ | ----------- | --- |
| S. Michele Arcangelo in Brisighella | Arcangelo Michele     | Brisighella     | centro             | 2282        |     |
| S. Rufillo                          | San Rufillo           | Brisighella     | S. Rufillo         | 250         |     |
| S. Cassiano                         | Cassiano di Imola     | Brisighella     | S. Cassiano        | 435         |     |
| S. Stefano in Casale Pistrino       | Santo Stefano         | Brisighella     | Casale Pistrino    | 190         |     |
| S. Maria in Poggiale                | Maria (madre di Gesù) | Brisighella     | Poggiale           | 195         |     |
| S. Pietro in Fognano                | Pietro apostolo       | Brisighella     | Fognano            | 1350        |     |
| S. Giovanni Battista in Ottavo      | Giovanni Battista     | Brisighella     | Pieve Thò          | 480         |     |
| S. Cuore di Gesù in Zattaglia       | Sacro Cuore di Gesù   | Casola Valsenio | Zattaglia          | 310         |     |
| S. Giorgio in Villa Vezzano         | San Giorgio           | Brisighella     | Villa Vezzano      | 300         |     |

## Statistiche

### Per diocesi
| Popolazione | Vicariati | Popolazione media per vicariato | Unità pastorali | Popolazione media per unità pastorale | Parrocchie | Popolazione media per parrocchia |
| ----------- | --------- | ------------------------------- | --------------- | ------------------------------------- | ---------- | -------------------------------- |
| 120748      | 5         | 24150                           | 19              | 6355                                  | 88         | 1372                             |

### Per vicariato
| Vicariato    | Popolazione | Unità pastorali | Popolazione media per unità pastorale | Parrocchie | Popolazione media per parrocchia |
| ------------ | ----------- | --------------- | ------------------------------------- | ---------- | -------------------------------- |
| Forese nord  | 36572       | 5               | 7314                                  | 20         | 1829                             |
| Forese est   | 22291       | 5               | 4458                                  | 21         | 1061                             |
| Faenza       | 42154       | 4               | 10539                                 | 18         | 2342                             |
| Forese sud   | 8776        | 2               | 4388                                  | 11         | 798                              |
| Forese ovest | 10955       | 3               | 3652                                  | 18         | 609                              |

### Per unità pastorale
| Unità pastorale                            | Popolazione | Parrocchie | Popolazione media per parrocchia |
| ------------------------------------------ | ----------- | ---------- | -------------------------------- |
| Delle Alfonsine                            | 7977        | 6          | 1330                             |
| Fusignano                                  | 8797        | 4          | 2199                             |
| Bagnacavallo                               | 10160       | 3          | 3387                             |
| Le Tre Ville                               | 4348        | 3          | 1449                             |
| Nilde Guerra                               | 5290        | 4          | 1323                             |
| Unità e speranza                           | 6468        | 2          | 3234                             |
| Melograno                                  | 3912        | 5          | 782                              |
| Reda, Abareda, La Pì ad Curleda            | 3290        | 8          | 411                              |
| Beato Bonfadini                            | 4678        | 2          | 2339                             |
| Madonna della Salute                       | 3943        | 4          | 986                              |
| S. Chiara e S. Umiltà                      | 13193       | 6          | 2199                             |
| S. Giuseppe sposo della B.V.M.             | 9308        | 5          | 1862                             |
| Mater Ecclesiae                            | 11003       | 5          | 2201                             |
| S. Maria Maddalena e S. Antonino in Faenza | 8650        | 2          | 4325                             |
| Madonna delle Grazie                       | 5324        | 4          | 1331                             |
| Marzeno                                    | 3452        | 7          | 493                              |
| Marradi                                    | 3410        | 6          | 568                              |
| Madonna del Monticino                      | 5542        | 8          | 693                              |
| SS. Cristoforo e Macario                   | 2003        | 4          | 501                              |

## [2]Note
1. ↑   San Terenzio di Imola, su santiebeati.it. URL consultato il 4 maggio 2017.
2. ↑   samuelemarchi, Nuova denominazione delle Unità Pastorali, su Diocesi di Faenza-Modigliana, 29 luglio 2022. URL consultato il 7 aprile 2023.